# 星奈津美
星 奈津美（ほし なつみ、1990年8月21日 - ）は、埼玉県越谷市出身の日本の元競泳選手。2012年ロンドン・2016年リオデジャネイロオリンピックの200mバタフライで2大会連続銅メダルを獲得した。2015年世界水泳選手権では日本女子史上初となる金メダルを獲得。早稲田大学卒。

## 経歴
競泳を始めたのは1歳半の時にベビースイミング教室に通い出したのがきっかけだった。
鷺後小学校、栄進中学校を経て、春日部共栄高校に進学すると、1,2年の時にはインターハイの200mバタフライで2連覇を達成した。3年の時には日本選手権200mバタフライ決勝で高校新記録の2分07秒38を出して2位となり、北京オリンピック代表に選ばれた。北京オリンピックでは準決勝まで進んだものの10位に終わった。
2009年に早稲田大学スポーツ科学部に進学すると、学生選手権の200mバタフライでは3連覇、100mバタフライでは1年と3年の時に優勝を果たした。2009年のローマ世界選手権代表にはなれなかったが、2010年のアジア大会では200mバタフライで2位となった。
2011年は東北地方太平洋沖地震の影響で中止された日本水泳選手権の代替として開催された2011年度競泳国際大会代表選手選考会の200mバタフライ決勝で2分06秒05の日本新記録を出して優勝し、上海で開催された世界選手権同種目の決勝では2分05秒91の日本新記録を出しながら、3位の劉子歌（ 中国）と僅か0.01秒差でメダルを逃した。
2012年4月の日本水泳選手権200mバタフライ決勝では、自身の日本記録を1秒22も更新する2分4秒69で優勝してロンドンオリンピック代表に選ばれた。この記録は去年の世界選手権の優勝タイムを0秒86も上回るものであった。同年5月のジャパンオープン200mバタフライでは2分7秒45で優勝した。同年8月1日、ロンドンオリンピックの女子200mバタフライ決勝において、2分05秒48で3位に入り銅メダルを獲得した。彩の国功労賞を受賞。
2014年4月、陸上選手のディーン元気らと共にミズノに入社。
2015年8月、世界水泳の200mバタフライ決勝で競泳女子の日本選手として大会史上初の金メダルを獲得 し、この種目でのリオデジャネイロオリンピック出場を内定させた。
2016年の日本選手権では100mバタフライは2位にとどまったものの、200mバタフライでは2分06秒32で優勝してリオデジャネイロオリンピック代表に選出された。同年8月10日、リオデジャネイロオリンピックの女子200mバタフライ決勝において、2分5秒20で2大会連続の銅メダルを獲得した。
2016年9月に越谷市市民栄誉賞を受賞した。
2016年10月4日、現役引退を表明した。
2017年から東洋大学の非常勤講師となる。
2018年の東京マラソンに出場。完走を果たした。
2023年2月から木村敬一のコーチをしている。

## 人物
16歳の時にバセドウ病に罹患して、一時は泳げない時期もあった。甲状腺ホルモンの数値は安定していたものの、3ヶ月に1度の定期検診と薬の服用が必要な体であった。2014年10月のアジア大会後、全身の倦怠感や疲れがひどくなり手術を決断。同年11月21日に甲状腺を全摘出した。
平井伯昌コーチからは、「芯が強い。世の中、狼の皮を被った羊が多いが、彼女は羊の皮を被った狼だ」と評されている。
2016年8月21日、星の闘病生活を支えた8歳年上の会社員の男性と結婚した。

## 主な戦績
(全てバタフライでの成績)
- 2006年 - インターハイ　200m　優勝
- 2007年 - インターハイ　100m　2位　200m　優勝
- 2007年 - ジュニアオリンピック　100m　3位　200m　2位
- 2008年 - 北京オープン　100m　5位　200m　優勝
- 2008年 - 日本選手権　100m　4位　200m　2位
- 2008年 - ジャパンオープン　100m　3位　200m　優勝
- 2008年 - 北京オリンピック　200m　10位
- 2008年 - インターハイ　100m　3位
- 2008年 - 国体　200m　2位
- 2009年 - 学生選手権　100m　優勝　200m　優勝
- 2009年 - 国体　200m　2位
- 2010年 - 日本選手権　100m　5位　200m　優勝
- 2010年 - ジャパンオープン　100m　4位　200m　優勝
- 2010年 - パンパシフィック選手権　200m　5位
- 2010年 - 学生選手権　100m　4位　200m　優勝
- 2010年 - アジア大会　50m　6位　100m　8位　200m　2位
- 2011年 - 競泳国際大会代表選手選考会　50m　8位　100m　3位　200m　優勝
- 2011年 - ジャパンオープン　100m　4位
- 2011年 - ユニバーシアード　200m　2位
- 2011年 - 世界選手権　200m　4位
- 2011年 - 国体　100m　4位
- 2011年 - ワールドカップ東京大会　100m　5位　200m　3位
- 2012年 - 日本選手権　200m　優勝
- 2012年 - ジャパンオープン　200m　優勝
- 2012年 - サンタクララ国際　200m　優勝
- 2012年 - ロンドンオリンピック　200m　3位
- 2015年 - 世界選手権　200m　優勝
- 2015年 - ワールドカップ東京大会　100m　3位　200m　優勝
- 2016年 - 日本選手権　100m　2位　200m　優勝
- 2016年 - リオデジャネイロオリンピック　200m　3位

## 自己ベスト
- 50mバタフライ　27秒20
- 100mバタフライ　58秒03
- 200mバタフライ　2分04秒69（日本記録）

## 出演
- 炎の体育会TV（TBS）
- くりぃむクイズ ミラクル9（テレビ朝日、2017年7月19日）[21]